# Сякюсн-Сюме
Сякюсн-сюме (калм. Сәкүсн-сүм) — буддийский храм в Республике Калмыкия. Хурул расположен в шести километрах от столицы Калмыкии, недалеко от поселка Аршан.
Официальное же название этого культового сооружения — «Геден Шеддуп Чойкорлинг», что по-тибетски буквально означает «Святая обитель теории и практики школы Гелуг», а в вольном переводе — «Святая обитель просвещенных монахов». Это название даровал Его Святейшество Далай-лама XIV заранее, ещё до строительства храма, в 1992 году.

## История
Место строительства к югу от города было выбрано неслучайно. Вопрос о строительстве калмыцкого хурула в Элисте был поставлен в феврале 1989 года на собрании Хурульного Совета. Тогда же было предложено несколько мест под строительство хурула в черте города Элисты и за её пределами. Хурул должен был стать, прежде всего, центром духовного образования, а для этого требовалась достаточно большая площадь для строительства учебных корпусов, так что одним из определяющих факторов для выбора земли (участка) под строительство хурула было наличие большой свободной площади. В результате было принято решение о строительстве храма за пределами городской черты близ посёлка Аршан.
Место строительства было освящено Его Святейшеством Далай-ламой XIV во время второго визита в Калмыкию в сентябре 1992 года. Строительство храма продолжалось 4 года и велось на пожертвования жителей республики и личные средства первого Президента Калмыкии К. Н. Илюмжинова. Само здание было возведено за 1 год.
Хурул был торжественно открыт 5 октября 1996 года. До постройки в 2005 году хурула Золотая обитель Будды Шакьямуни являлся крупнейшим буддийским храмом республики.
Церемония освящения хурула — «раднэ» была совершена Его Святейшеством Далай-ламой XIV во время третьего визита в Калмыкию 1 декабря 2004 году. Совершение именно церемонии «раднэ» означает, что хурул становится настоящей обителью божеств.

## Внешний вид
Хурул построен по проекту архитектора В. Гиляндикова. Облик храма исполнен в тибетском стиле и дополнен скульптурами В. Васькина и П. Усунцынова, живописью А. Поваева, Г. Нуровой, Д. Васькиной, Е. Манжеевой, резьбой по дереву и культовой символикой Н. Галушкина и В. Куберлинова. Высота храма составляет 20 м, длина — 24 м, ширина — 19 м. Нижняя часть выполнена в стиле типичном для тибетских монастырей, верхняя часть выполнена в традиционном стиле восточной двухъярусной пагоды. Фронтон фасадной части храма украшен скульптурой Дхармачакры — Колеса Учения. По бокам две лани, слушательницы первой проповеди Будды.
У входа в храм расположены молитвенные барабаны — калм. кюрдэ, которые вращают по часовой стрелке при входе и выходе. На территории храмового комплекса «Геден Шеддуб Чойкорлинг», помимо сюме, имеется домик для лам, находится 3 субургана.
|  |  |  |
|  |  |  |

## Интерьер
На первом этаже расположены: вестибюль с тремя входными дверями (над входом обязательный атрибут — лани, на дверях — защитники сторон света локапалы), большой молельный зал, алтарь, в центре алтаря — большая статуя Будды Шакьямуни (высотой — 3,5 м, автор — скульптор В. Васькин), покрытая сусальным золотом. Будда сидит в позе «падмасаны» и держит в левой руке чашу — патру, правая рука опущена в традиционном жесте. Волосы, поднятые на темени в пучок «ушниша», удлиненные мочки ушей и третий глаз «урна» (в виде большого драгоценного камня) — черты облика Просветленного. В центре висит знамя Геолцин — символ победы Будды Шакьямуни над пятью чувствами.
Роспись стен выполнена в соответствии с традиционными буддийскими канонами храмовой живописи. Слева и справа от статуи Будды находятся панно с изображениями божеств: слева — божества, дарующие долголетие, — красный Амитаюс, Белая Тара и Ушнишавиджая; справа — четырёхрукий Авалокитешвара, бодхисаттва сострадания, Ваджрапани, хранитель веры, покровитель монгольских народов, и Манджушри, бодхисаттва мудрости.
В молельной части в центре изображен Цонкапа с двумя учениками — Гьялцабом и Кедрупом. У него в руках цветы лотоса, на которых лежат атрибуты Манджушри. Наверху — Майтрея — грядущий Будда. Внизу, справа — монах с опахалами и другими атрибутами веры. Фигуры соединены между собой бело-розовыми облаками. В глубине алтарной части храма находятся статуи главных божеств буддийского пантеона, Тар — милосердных помощниц бодхисаттвы Авалокитешвары, фигуры хранителей веры.
На втором этаже расположены библиотека, комнаты для медитации, залы для индивидуального приема.